# Titanogrypa luculenta
Titanogrypa luculenta är en tvåvingeart som först beskrevs av Guilherme A.M.Lopes 1938.  Titanogrypa luculenta ingår i släktet Titanogrypa och familjen köttflugor. Inga underarter finns listade i Catalogue of Life.